# Sowerbaea juncea
Sowerbaea juncea là một loài thực vật có hoa trong họ Măng tây. Loài này được Andrews miêu tả khoa học đầu tiên năm 1800.